# راشل ریوریا (آرکانزاس)
راشل ریوریا (به انگلیسی: Rochelle Riviera) یک منطقهٔ مسکونی در ایالات متحده آمریکا است که در شهرستان واشینگتن، آرکانزاس واقع شده‌است. راشل ریوریا ۳۸۱ متر بالاتر از سطح دریا واقع شده‌است.